# 14. etape af Tour de France 2008
Fjortende etape af Tour de France 2008 blev kørt lørdag d. 19. juli og gik fra Nîmes til Digne-les-Bains.
Ruten var 194,5 km. lang.
- Etape: 14
- Dato: 19. juli
- Længde: 194,5 km
- Danske resultater:

111. Nicki Sørensen + 03.27
- Gennemsnitshastighed: 45,9 km/t

## Sprint og bjergpasseringer

### 1. sprint (Saint-Rémy-de-Provence)
Efter 37 km
| Vinder | Stijn Devolder     | 6p |
| 2.     | William Frischkorn | 4p |
| 3.     | Bernhard Eisel     | 2p |

### 2. sprint (Oraison)
Efter 145 km
| Vinder | Iván Gutiérrez | 6p |
| 2.     | William Bonnet | 4p |
| 3.     | Bram Tankink   | 2p |

### 1. bjerg (Côte de Mane)
4. kategori stigning efter 128,5 km
| Plads | Navn           | Point |
| ----- | -------------- | ----- |
| 1.    | Iván Gutiérrez | 3     |
| 2.    | Bram Tankink   | 2     |
| 3.    | Sandy Casar    | 1     |

### 2. bjerg (Col de L'Orme)
4. kategori stigning efter 185 km
| Plads | Navn            | Point |
| ----- | --------------- | ----- |
| 1.    | Roman Kreuziger | 3     |
| 2.    | Bernhard Kohl   | 2     |
| 3.    | Andy Schleck    | 1     |

## Udgåede ryttere
- 126 Nicolas Jalabert fra Agritubel

## Resultatliste
|    | Navn              | Land        | Hold              | Tid     |
| -- | ----------------- | ----------- | ----------------- | ------- |
| 1  | Oscar Freire      | Spanien     | Rabobank          | 4:13.08 |
| 2  | Leonardo Duque    | Colombia    | Cofidis           | + 0.00  |
| 3  | Erik Zabel        | Tyskland    | Team Milram       | + 0.00  |
| 4  | Julian Dean       | New Zealand | Team Garmin       | + 0.00  |
| 5  | Steven De Jongh   | Holland     | Quick Step        | + 0.00  |
| 6  | Alessandro Ballan | Italien     | Lampre            | + 0.00  |
| 7  | Ruben Perez       | Spanien     | Euskaltel-Euskadi | + 0.00  |
| 8  | Jérôme Pineau     | Frankrig    | Bouygues Télécom  | + 0.00  |
| 9  | Matteo Tosatto    | Italien     | Quick Step        | + 0.00  |
| 10 | Thor Hushovd      | Norge       | Crédit Agricole   | + 0.00  |

## Eksternt link
- Etapeside Arkiveret 15. juni 2008 hos  Wayback Machine på Letour.fr Arkiveret 28. februar 2011 hos  Wayback Machine (fransk) (engelsk) (tysk) (spansk)